# Gara Suceava Vest
Gara Suceava Vest, cunoscută și sub denumirea de Gara Șcheia, este o gară de cale ferată din comuna Șcheia, aflată la periferia municipiului Suceava. Este o gară de mai mică importanță a municipiului Suceava, pe aici circulând doar 8 trenuri care se îndreaptă către partea de vest a județului Suceava.

## Istoric
Stația CFR Suceava Vest a fost construită în anul 1960, pentru trenurile ce urmau să treacă pe linia de cale ferată Ițcani–Păltinoasa (inaugurată la data de 23 august 1964).
Gara Suceava Vest a fost amplasată pe un rambleu de 4–6 metri înălțime, fiind situată într-o zonă mlăștinoasă. Clădirea gării este fundată pe piloți din lemn, ultimii piloți de acest fel utilizați în construcțiile feroviare cu caracter definitiv.
În prezent, gara din Șcheia este înscrisă în nomenclatorul Căilor Ferate Române sub denumirea de Stația CFR Suceava Vest, fiind legată la linia de calea ferată 502 (Suceava–Vatra Dornei–Ilva Mică) pe tronsonul Suceava–Gura Humorului.

## Legături externe
- Materiale media legate de Gara Suceava Vest la Wikimedia Commons
- Stația Suceava Vest pe Infofer Mersul trenurilor